# Virgen Blanca

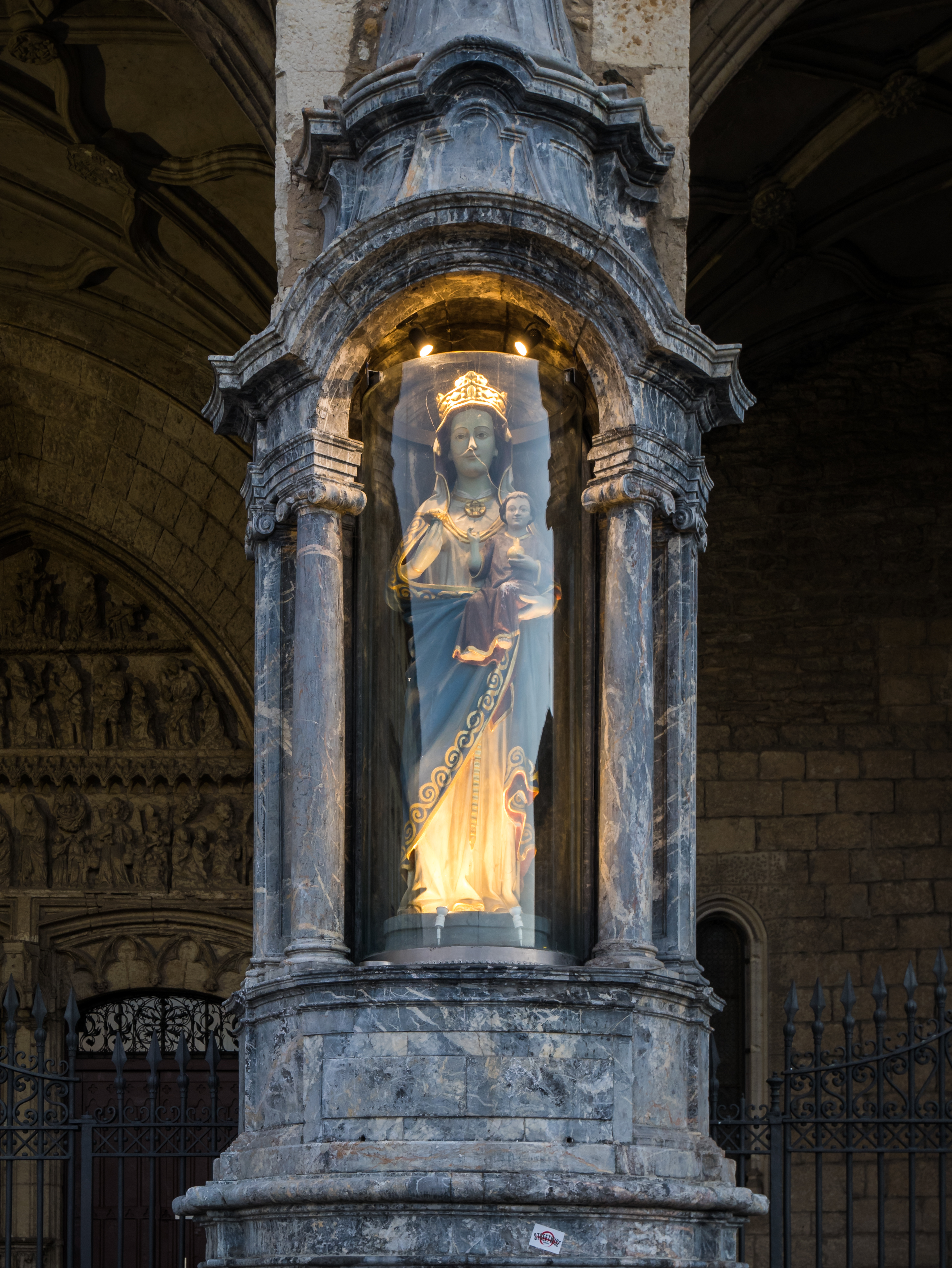
Virgen Blanca de la Parroquia de San Miguel Arcángel de Vitoria.

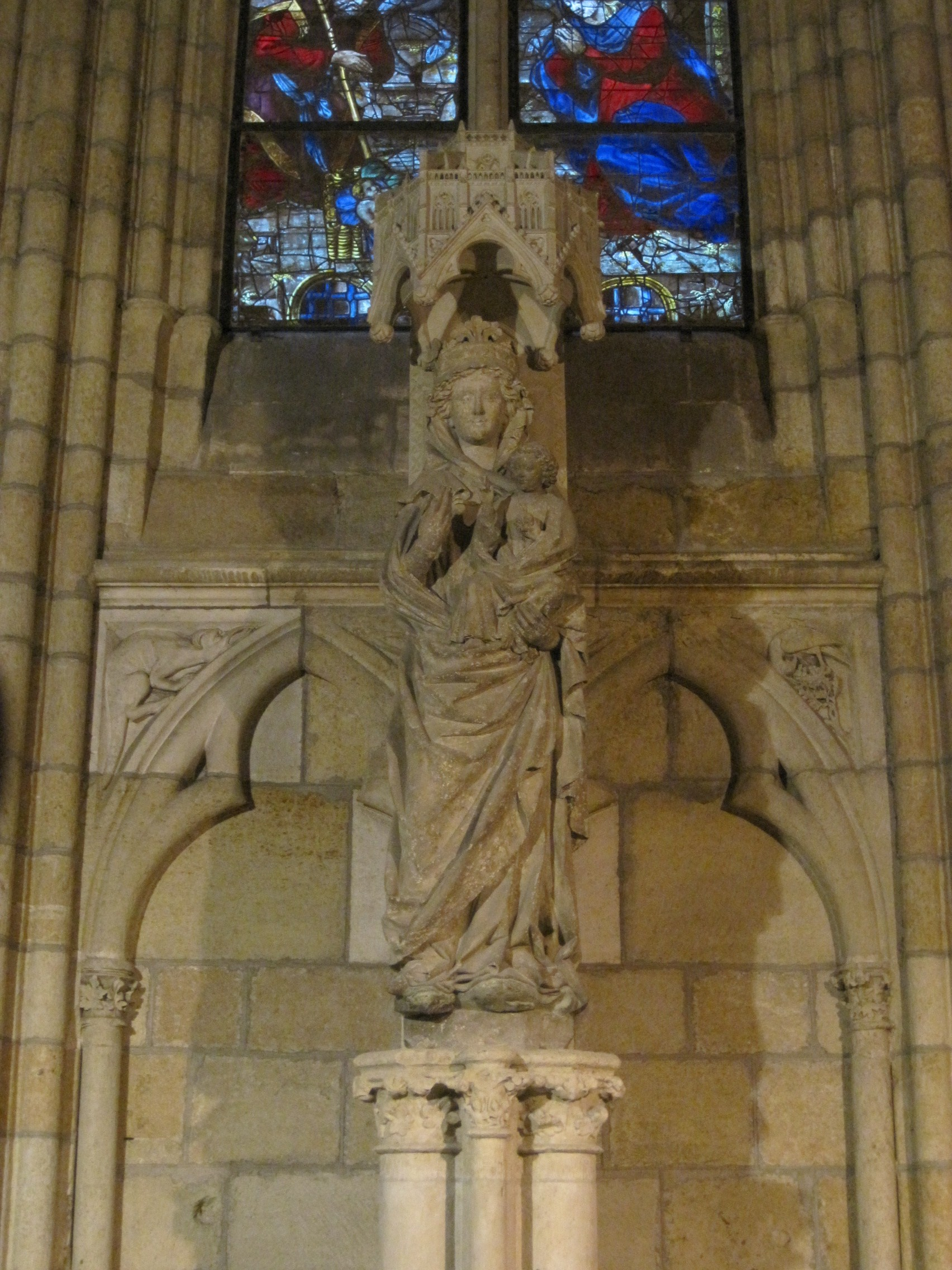
Virgen Blanca de la Catedral de León.

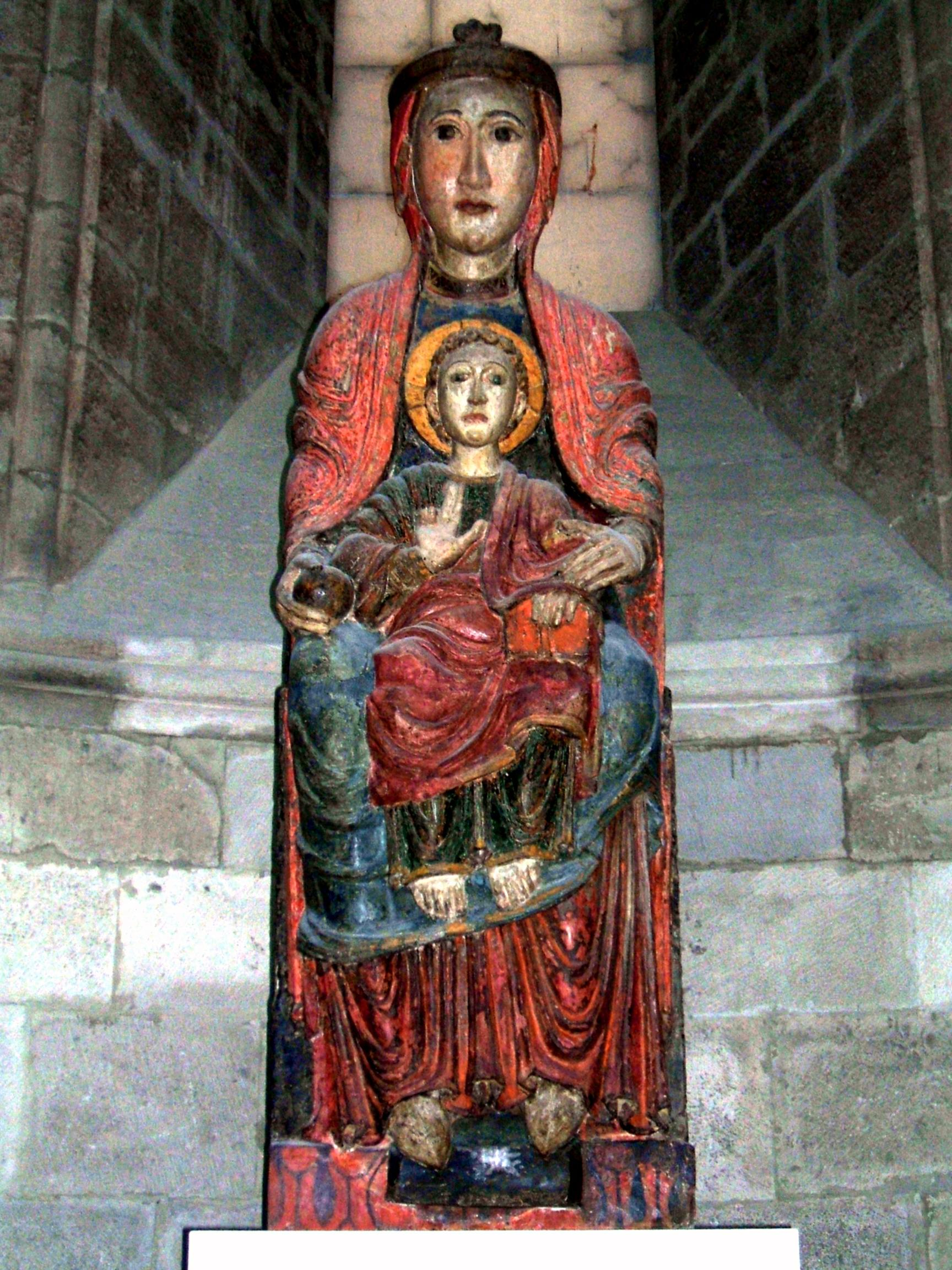
Virgen Blanca de la Catedral de Tudela.

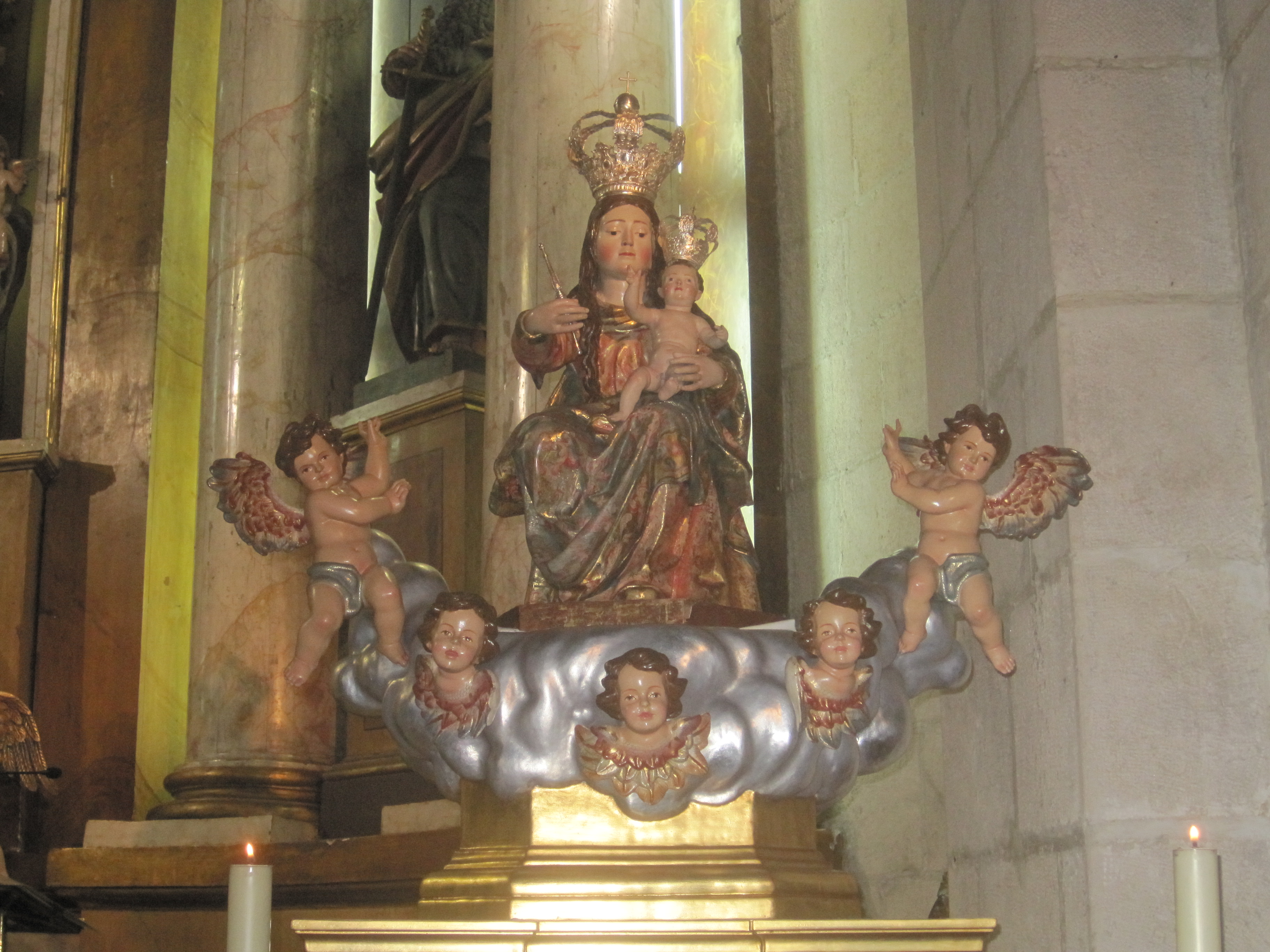
Imagen de Santa María la Blanca, en la iglesia de San Pedro de la Fuente de Burgos. Procede de la desaparecida iglesia de Santa María la Blanca de la misma ciudad.

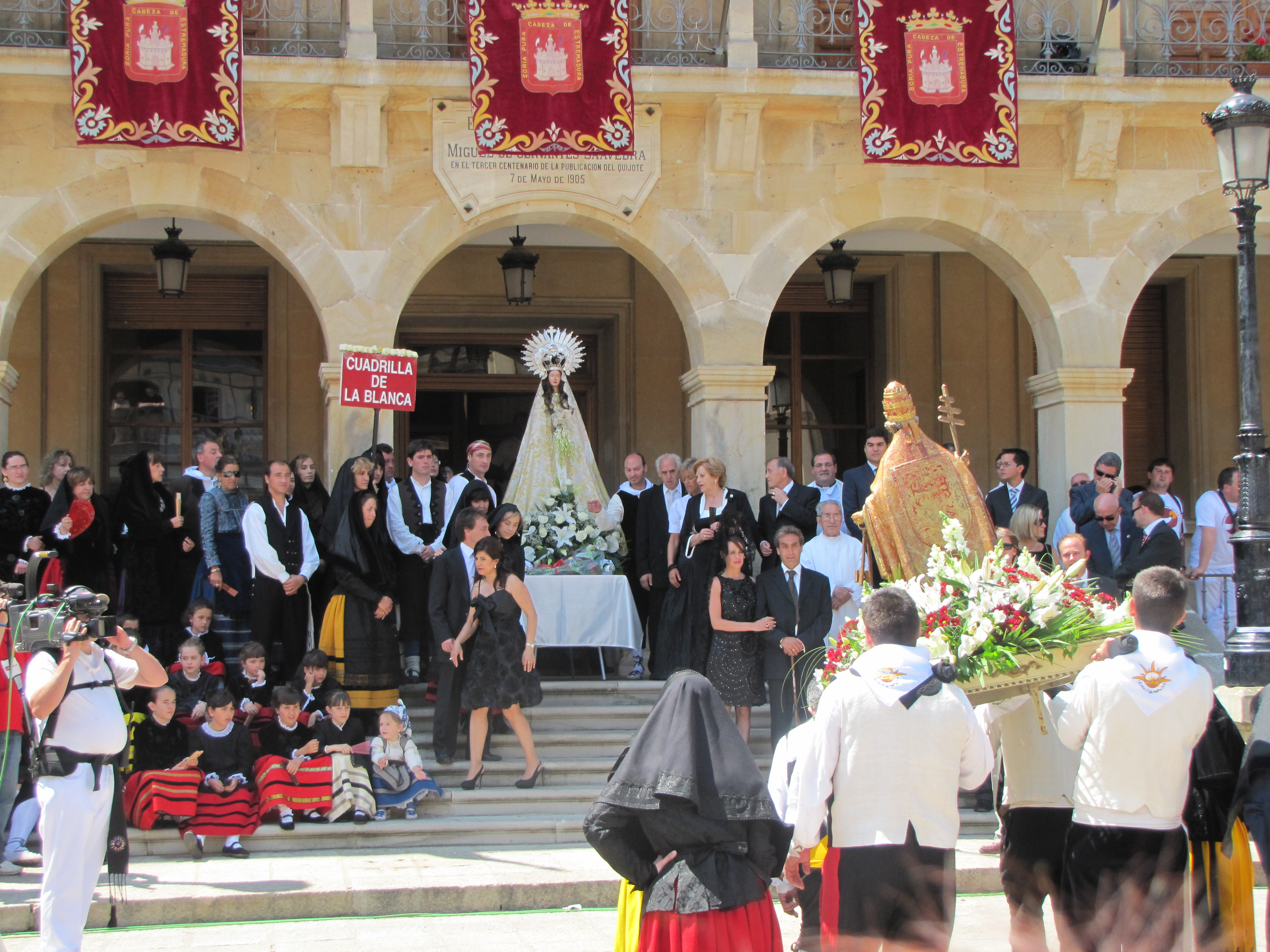
Procesión de la Virgen de la Blanca de Soria.

La Virgen Blanca o Santa María la Blanca es una advocación de la Virgen María muy extendida y de muy diversa interpretación.
El nombre puede identificarse con la blancura del material con el que se hizo la imagen (habitualmente una escultura en piedra –mármol, alabastro, caliza, etc.–). Otra interpretación tiene que ver con un milagro de la Virgen que se asocia con el color blanco. Este da origen a la advocación de Nuestra Señora de las Nieves, que se celebra el 5 de agosto (conmemorando una nevada insólita en Roma, que señaló el lugar donde se levantó la Basílica de Santa María la Mayor). También dio lugar a otros que son conmemorados fechas como el 25 de marzo, el 8 de septiembre o el 3 de noviembre.
Teológicamente, el blanco indica la pureza de la Virgen, que puede asociarse al concepto de virginidad o al de la Inmaculada Concepción. Entre los colores de las vestiduras de la virgen en las representaciones pictóricas suele utilizarse el blanco para la túnica y el azul o el rojo para el manto. El lirio blanco o azucena es la flor que se utiliza como símbolo iconográfico de la Virgen, especialmente en la representación de la escena de la Anunciación. También tiene relación con la blancura la asociación simbólica de la Virgen con la luna o las estrellas (por ejemplo, en las jaculatorias), o con la paloma (especialmente en la expresión blanca paloma, una de las que se asocian a la Virgen del Rocío, aunque también hay una Virgen de la Paloma de Madrid).
El nombre femenino Blanca se originó posiblemente en esta advocación.

## Vírgenes blancas en España

### Burgos

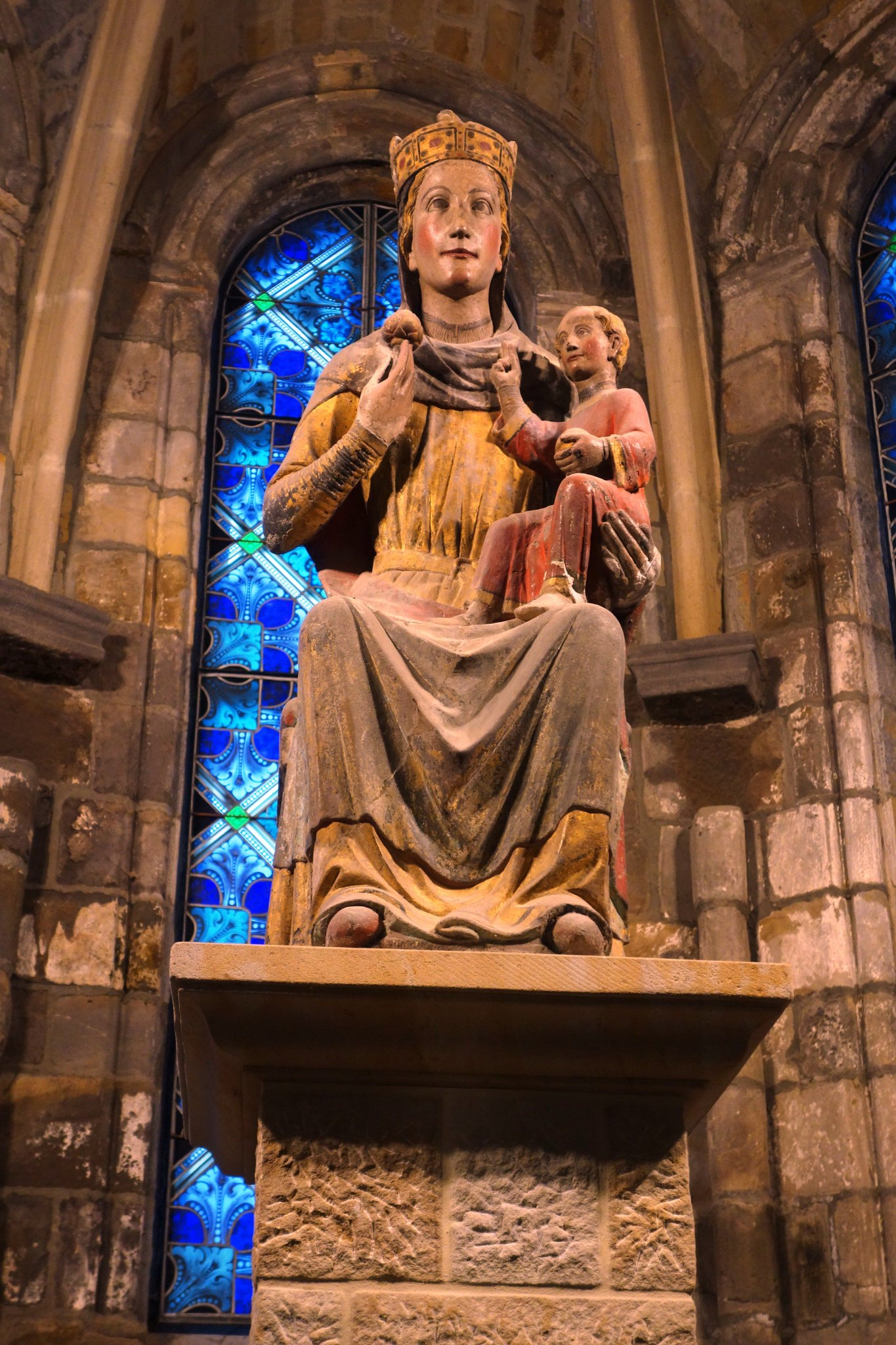
Virgen Blanca de Castro Urdiales

La romería de la Virgen Blanca se celebra con una imagen recuperada de la iglesia medieval de Santa María la Blanca, cercana al castillo de Burgos y destruida durante la invasión napoleónica.

### Toledo
Se llama Virgen Blanca a la escultura de la Virgen con el Niño en el coro de la catedral de Toledo.
Además, la antigua sinagoga mayor se convirtió en la iglesia de Santa María la Blanca.

### Tudela
Una imagen de la Virgen Blanca se encuentra en la Capilla del Evangelista de la catedral de Tudela. Se encontraba en origen en el altar mayor, en una hornacina a gran altura. Al construir el retablo la dejaron oculta detrás de él, hasta que la localizaron y la bajaron dejándola en su actual ubicación.

### Vitoria
La ciudad está presidida por la Virgen Blanca. Se celebran las Fiestas de La Blanca  desde 1884). La ciudad de la Virgen Blanca.

### León
El Pórtico de Nuestra Señora la Blanca es la entrada principal de la Catedral de León.

### Castro Urdiales
Imagen  Gótica de influencia francesa del siglo XIII descubierta en febrero de 1955, después de largos siglos emparedada en un paramento de la iglesia de Santa María de la Asunción (Castro-Urdiales). De piedra policromada, de 1,70 cm de altura, sedente en sitial, con túnica sujeta con ceñidor y el Niño sentado sobre su brazo izquierdo.

### Consuegra
Nuestra Señora de la Blanca es la Patrona principal de la ciudad. Primeramente venerada en la ermita del Castillo, por lo que también se la conocía como Virgen del Castillo, posteriormente lo es en la Parroquia de Santa María la Mayor. Su fiesta el 8 de septiembre.

### Sevilla
En Sevilla hay una Iglesia de Santa María la Blanca en la calle de igual nombre. Esta iglesia también es conocida como Santa María de las Nieves.

### Soria
En Soria, la Virgen de la Blanca es la patrona de las Fiestas de San Juan, que se celebran en la ciudad a finales de junio.

### Zaragoza
En la catedral del Salvador de Zaragoza existe una capilla de la Virgen Blanca.

### Cerceda
- iglesia de Santa María la Blanca (Cerceda).

### Jaén
Ermita de la Virgen Blanca. Una de las devociones más antiguas de Jaén, pues data de al menos 1527. Hay una romería en el Cerro de la Virgen Blanca el tercer domingo del mes de septiembre organizada por la Cofradía de la Santísima Virgen Blanca.

### Lérida
La Virgen Blanca de la Academia (imagen de la Academia Mariana) es la patrona de la ciudad. Su festividad se celebra el 2 de octubre.

### Ruidera
Nuestra Señora de la Blanca, venerada en las Lagunas de Ruidera y en la aldea de Ruidera  desde la Edad Media antiguamente llamada Virgen de Ruydera.
La primitiva ermita, situada a orillas de la laguna del Rey, servía para atender las necesidades espirituales de los trabajadores del antiguo heredamiento santiaguista. Posteriormente, se trasladó la ermita al lugar denominado Cerro de la Ermita y más tarde construyó una ermita dedicada a la Virgen de la Blanca dentro de la aldea de Ruidera, en su pequeña plaza (actualmente Plaza del Rey). A finales de los años 50 del siglo pasado, se derribó la antigua iglesia de Ruidera debido a que la ermita se situaba en la calle principal y estorbaba para realizar las obras de la carretera nacional 430 que atraviesa el pueblo y por la mala conservación del templo. Actualmente existe otra iglesia donde se venera la imagen de Nuestra Señora de la Blanca.

### Torralba de Calatrava
Se celebran sus fiestas patronales con una vistosa romería en torno a la Ermita, en la aldea de Campomojao (Ciudad Real).

### Villalcázar de Sirga
Relieve del Palentino románico. Se representa en el centro a la Virgen Blanca, pisando un dragón como Trono de Cristo y acompañada a su derecha por San José, y por una Anunciación. A su izquierda, la Epifanía, encontrándose uno de los reyes magos, el más próximo a la Virgen en genuflexión.

### Retiendas
También llamada de la paloma. Talla gótica en alabastro blanco, procedente del Monasterio de Bonaval (Guadalajara). En su mano derecha portaba un cetro florido, a día de hoy desaparecido.

### La Imora
Su triduo se celebra en la Parroquia de Santa María Madre de la Iglesia y su festividad en la Ermita de La Imora, (Jaén).

### Valdelaguna
Venerada en la iglesia de Nuestra Señora de la Asunción de Valdelaguna, situada en el municipio madrileño homónimo.

### Peralvillo
Su romería se celebra en la pedanía Miguelturreña (Ciudad Real) con un tradicional chocolate con churros.

### Ventosa – La Rioja
Bailan a su patrona con una de las danzas más antiguas de la comunidad.

### Sierra del Soláno
Monumento a la Virgen Blanca en Murcia, goza de una posición privilegiada para la observación del pueblo de Blanca y su huerta así como el valle de Ricote desde la sierra del oro hasta la del solvente con el pantano de Blanca a sus pies. La escultura obra de Anastasio Martínez Valcárcel, es una talla de 3,6 metros de altura en piedra artificial consagrada a Nuestra Señora la Virgen Blanca. Fue erigida en el año 1985 por iniciativa de un grupo de vecinos de Blanca que hicieron posible el proyecto y su financiación.

### Pontevedra
Ubicada en el Museo Provincial de Pontevedra. Atribuida a Cornelis de Holanda (1495-1547).